# Brachythecium nivale
Brachythecium nivale là một loài rêu trong họ Brachytheciaceae. Loài này được Warnst. mô tả khoa học đầu tiên năm 1915.